# Букшань (Димбовіца)
Букшань, Букшані (рум. Bucșani) — село у повіті Димбовіца в Румунії. Входить до складу комуни Букшань.
Село розташоване на відстані 59 км на північний захід від Бухареста, 16 км на південний схід від Тирговіште, 87 км на південь від Брашова.

## Населення
За даними перепису населення 2002 року у селі проживали 3647 осіб, з них 3646 осіб (> 99,9%) румунів. Рідною мовою 3644 особи (99,9%) назвали румунську.